# العلاقات الفيجية الماليزية
العلاقات الفيجية الماليزية هي العلاقات الثنائية التي تجمع بين فيجي وماليزيا.

## مقارنة بين البلدين
هذه مقارنة عامة ومرجعية للدولتين:
| وجه المقارنة                                              | فيجي                                                                 | ماليزيا       |
| --------------------------------------------------------- | -------------------------------------------------------------------- | ------------- |
| المساحة (كم2)                                             | 18.27 ألف                                                            | 330.29 ألف    |
| عدد السكان (نسمة)                                         | 915.30 ألف                                                           | 31.62 مليون   |
| الكثافة السكانية (ن./كم²)                                 | 50.1                                                                 | 95.73         |
| العاصمة                                                   | سوفا                                                                 | كوالالمبور    |
| اللغة الرسمية                                             | لغة إنجليزية، اللغة الفيجية، اللغة الفيجي الهندية، اللغة الهندستانية | لغة ماليزية   |
| العملة                                                    | دولار فيجي                                                           | رينغيت ماليزي |
| الناتج المحلي الإجمالي (بليون دولار)                      | 5.06 مليار                                                           | 314.50 مليار  |
| الناتج المحلي الإجمالي (تعادل القوة الشرائية) بليون دولار | 8.32 مليار                                                           | 817.43 مليار  |
| الناتج المحلي الإجمالي الاسمي للفرد دولار أمريكي          | 4.96 ألف                                                             | 9.77 ألف      |
| الناتج المحلي الإجمالي للفرد دولار أمريكي                 | 8.79 ألف                                                             | 25.64 ألف     |
| مؤشر التنمية البشرية                                      | 0.727                                                                | 0.779         |
| رمز المكالمات الدولي                                      | +679                                                                 | +60           |
| رمز الإنترنت                                              | .fj                                                                  | .my           |
| المنطقة الزمنية                                           | ت ع م+12:00                                                          | ت ع م+08:00   |

## منظمات دولية مشتركة
يشترك البلدان في عضوية مجموعة من المنظمات الدولية، منها:
| علم المنظمة | اسم المنظمة                               | تاريخ انضمام فيجي | تاريخ انضمام ماليزيا |
| ----------- | ----------------------------------------- | ----------------- | -------------------- |
|             | المنظمة الهيدروغرافية الدولية             | ?                 | ?                    |
|             | الاتحاد البريدي العالمي                   | ?                 | ?                    |
|             | بنك التنمية الآسيوي                       | 1970              | 1966                 |
|             | يونسكو                                    | 14 يوليو 1983     | 16 يونيو 1958        |
|             | البنك الدولي للإنشاء والتعمير             | 28 مايو 1971      | 7 مارس 1958          |
|             | منظمة التجارة العالمية                    | ?                 | ?                    |
|             | وكالة ضمان الاستثمار متعدد الأطراف        | 24 سبتمبر 1990    | 6 ديسمبر 1991        |
|             | الاتحاد الدولي للاتصالات                  | 5 مايو 1971       | 3 فبراير 1958        |
|             | منظمة الشرطة الجنائية الدولية             | ?                 | ?                    |
|             | مؤسسة التمويل الدولية                     | 12 يوليو 1979     | 20 مارس 1958         |
|             | الأمم المتحدة                             | 13 أكتوبر 1970    | 17 سبتمبر 1957       |
|             | مؤسسة التنمية الدولية                     | 29 سبتمبر 1972    | 24 سبتمبر 1960       |
|             | منظمة حظر الأسلحة الكيميائية              | ?                 | ?                    |
|             | المركز الدولي لتسوية المنازعات الاستشارية | 10 سبتمبر 1977    | 14 أكتوبر 1966       |

## وصلات خارجية
- موقع وزارة الخارجية الفيجية
- موقع وزارة الخارجية الماليزية